# Jisroel Moische Friedmann

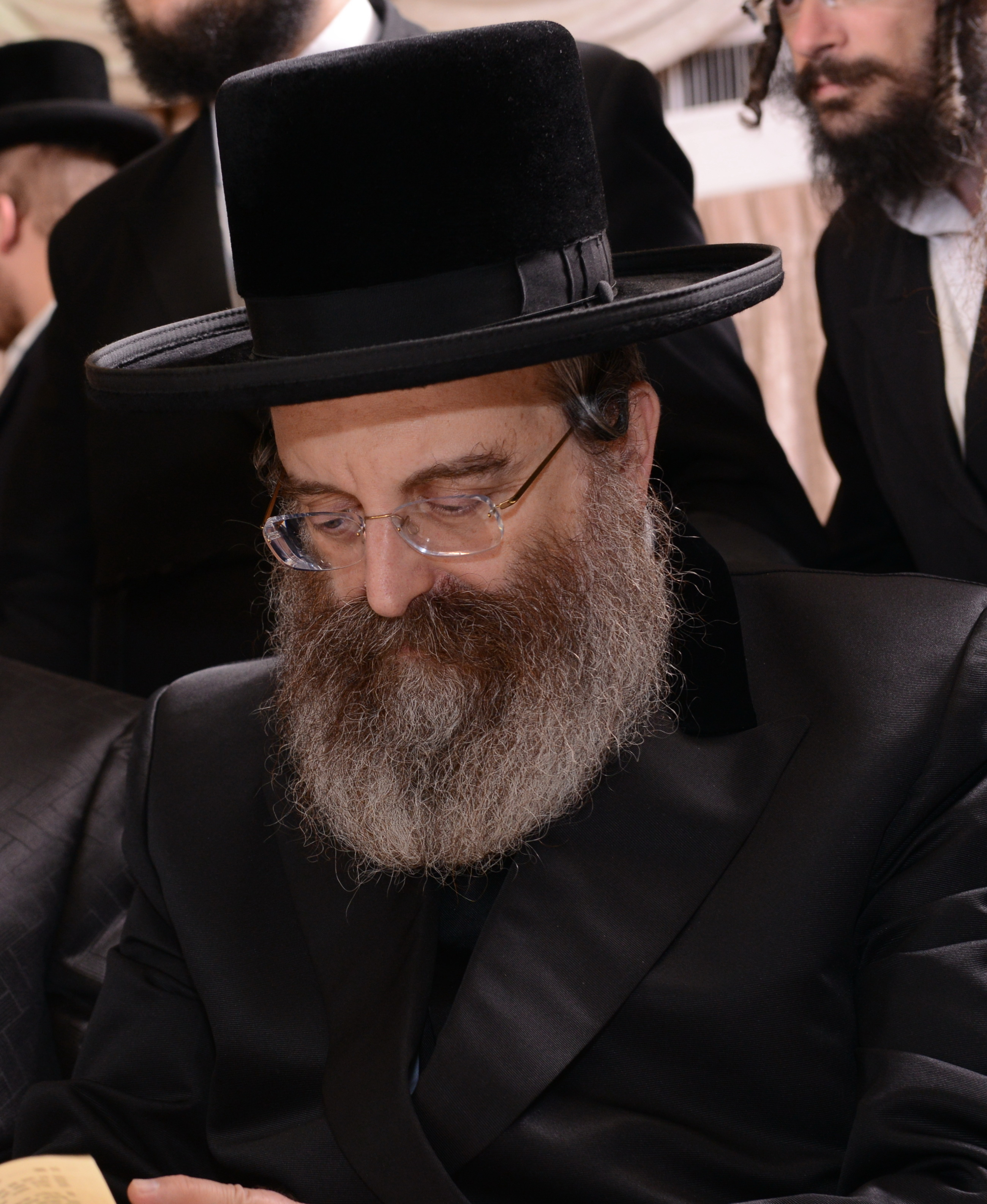
Jisroel Moische Friedmann

Jisroel Moische (deutsch: Israel Moses) Friedmann (jiddisch und hebräisch ישראל משה פרידמן; englisch Yisroel Moshe Friedman; geboren am 23. Juli 1955 in Brooklyn, New York, Vereinigte Staaten; gestorben am 10. August 2020 in Ramat Gan, Israel) war der sechste Rebbe der chassidischen Sadigura-Dynastie, begründet von Israel Friedmann.

## Leben und Wirken
Friedmann wurde am 23. Juli 1955 in Brooklyn als Sohn des Rabbis Abraham Jakob und der Rebbetzin Zipora Feiga Friedmann geboren. Er wurde nach dem Rabbi Israel Friedmann und Gründer der Ruschin-Dynastie sowie Rabbi Mosche Friedmann von Boyan-Cracow benannt. Zu dieser Zeit war sein Großvater väterlicherseits, Rabbi Mordechai Scholom Joseph Friedmann sadigurischer Rabbi. Er besuchte die Ruschiner Jeschiwa und anschließend die Panewescher Jeschiwa in Bnei Brak, wo er einer der besten Schüler war.
1979 heiratete Friedmann Sara Feldman von London und lebte im Viertel Stamford Hill. Drei Monate nach seiner Heirat starb sein Großvater und sein Vater wurde Rebbe. 1993, während der „Johrzeit“ (jiddisch יאָרצײַט) des ersten Ruschiner Rebbes, eröffnete er die Or-Jisrael-Synagoge (jiddisch אור ישראל שול) in Golders Green, London, und nahm enge Beziehungen zu einigen Mitgliedern der Gemeinde auf. Außerdem wurde er Dajan.
Friedman war bekannt für seine Torakenntnis und insbesondere seine Kenntnis über Schas (Talmud) und Poskim. Er erhielt die Semicha von Führern des orthodoxen Judentums: Mosche Feinstein, Chanoch Henoch Padwa, Jitzchak Jaakow Weiss und Schmuel Wosner.
Nach dem Tod seines Vaters am 1. Januar 2013 verließ Friedmann London, um in Bnei Brak, Israel, als sechster Rebbe der Sadigura-Dynastie anzutreten.
Obgleich Friedmann ab 2018 wegen der Behandlung seines Bauchspeicheldrüsenkrebs viel Zeit in Los Angeles verbrachte, führte er sein Amt weiter aus. Für die Hohen Feiertage Jom Kippur und Rosch Haschana kehrte er nach Bei Brak zurück und verstarb am 10. August 2020 im Scheba-Krankenhaus in Ramat Gan. Jisroel Moische Friedmann wurde auf dem Nahalat-Yitzhak-Friedhof in Givʿatajim beigesetzt.